# Congregazione del Santissimo Sacramento
La Congregazione del Santissimo Sacramento (in latino Congregatio Presbyterorum a Sanctissimo Sacramento) è un istituto religioso maschile di diritto pontificio: i membri di questa congregazione clericale, detti popolarmente Sacramentini o Eucaristini, pospongono al loro nome la sigla S.S.S.

## Storia

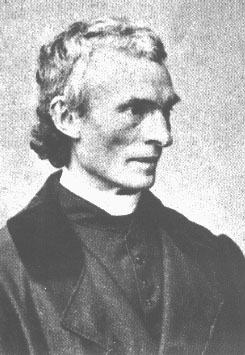
Pier Giuliano Eymard, fondatore della congregazione

La congregazione venne fondata da Pier Giuliano Eymard (1811-1868): divenuto sacerdote contro il volere del padre, abbracciò la vita religiosa nella Società di Maria, di cui divenne anche superiore provinciale; lasciati i maristi, il 13 maggio 1856 diede inizio a Parigi a una nuova famiglia religiosa (costituita da sacerdoti e fratelli coadiutori) con il fine apostolico specifico di promuovere la vita cristiana per mezzo del culto eucaristico.
L'istituto ottenne il pontificio decreto di lode il 5 gennaio 1859; venne approvato da papa Pio IX l'8 maggio 1863 e le sue costituzioni vennero approvate definitivamente dalla Santa Sede nel 1895.
Il tradizionale segno distintivo dell'abito dei sacerdoti della congregazione, concesso da Pio IX nel 1890, è un ostensorio in tessuto ricamato di bianco cucito sul lato sinistro del petto. Esiste anche il ramo femminile delle Ancelle del Santissimo Sacramento, fondate da Eymard nel 1864 per l'adorazione perpetua del Santissimo Sacramento esposto e approvate nel 1885.
Il fondatore, beatificato nel 1925 da papa Pio XI, fu proclamato santo da papa Giovanni XXIII il 9 dicembre 1962.

## Attività e diffusione
Il fine dei Sacramentini è quello di promuovere la centralità dell'Eucaristia: il loro apostolato contempla tutte le opere relative all'esercizio del ministero eucaristico (culto liturgico, adorazione, opere di carità).
Sono presenti nelle Americhe (Argentina, Brasile, Canada, Cile, Colombia, Perù), in Africa (Camerun, Repubblica del Congo, Repubblica Democratica del Congo, Mozambico, Senegal, Uganda), in Asia (Filippine, India, Sri Lanka, Vietnam), in Europa (Austria, Belgio, Francia, Germania, Gran Bretagna, Irlanda, Italia, Paesi Bassi, Svizzera) e in Australia; la sede generalizia è a Roma.
Al 31 dicembre 2005, la congregazione contava 134 case e 909 religiosi, 655 dei quali sacerdoti.